# Ochetodillo sulcatus
Ochetodillo sulcatus är en kräftdjursart som beskrevs av Karl Wilhelm Verhoeff1926. Ochetodillo sulcatus ingår i släktet Ochetodillo och familjen Armadillidae. Inga underarter finns listade i Catalogue of Life.